# 936

936(구백삼십육)은 935보다 크고 937보다 작은 자연수다.

## 수학
- 합성수로, 그 약수는 총 24개다. (1, 2, 3, 4, 6, 8, 9, 12, 13, 18, 24, 26, 36, 39, 52, 72, 78, 104, 117, 156, 234, 312, 468, 936)
  - 936의 진약수의 합은 1794이므로, 936은 과잉수다.
- 84번째 불가촉수다. 앞의 불가촉수는 934, 다음은 964다.
- 18번째 팔각수다. 앞의 팔각수는 833, 다음은 1045다.
- 12번째 십육각수다. 앞의 십육각수는 781, 다음은 1105다.
- 12번째 오각뿔수다. 앞의 오각뿔수는 726, 다음은 1183이다.
- {\displaystyle 936=6^{2}+30^{2}}
  - 서로 다른 두 자연수의 제곱합으로 나타낼 수 있는 수다.
- {\displaystyle 53^{2}-1}은 936으로 나누어떨어진다.

## 과학·기술
- NGC 936(영어판): 고래자리 방향에 있는 막대나선은하.
- 936 쿠니군데(영어판): 소행성.
- 포르쉐 936(영어판): 포르쉐의 경주용 자동차.

## 교통

### 철도
- 서울 지하철 9호선 올림픽공원역의 역번호.

### 도로
- 936번 홋카이도도(일본어판)

## 문화유산
- 대한민국의 보물 제936호: 묘법연화경 권6~7

## 작품
- 《936(영어판)》: 피킹 라이츠(영어판)의 정규 음반. (2011년 2월 8일 출시)

## 기타
- 연도: 936년, 기원전 936년